# Ђорђе Станковић
Ђорђе Станковић (Ниш, 22. април 1989) српски је политичар. Од 1. августа 2022. обавља функцију народног посланика Скупштине Србије. Био је потпредседник Народне странке до 2023.

## Биографија
Рођен је 22. априла 1989. године у Нишу, у тадашњој Социјалистичкој Републици Србији. Дипломирао је на Грађевинско-архитектонском факултету Универзитета у Нишу. По завршетку основних и мастер студија 2014. године, прелази у Београд где наставља каријеру у немачком предузећу на позицији координатора за грађевинарство, где је провео три године. Касније је основао сопствену фирму у Нишу која се бави некретнинама и дизајном.
У фебруару 2021. започео је политичку каријеру када је именован за председника Народне странке у Нишу. У децембру 2021. изабран је за потпредседника странке.
На општим изборима 2022. Народна странка је учествовала у склопу коалиције Уједињени за победу Србије и Станковић је изабран за народног посланика. Након конституисања Народне скупштине, Јовановић је 1. августа 2022. положио заклетву.